# 洪茶丘
洪茶丘（1244年—1291年），本名俊奇，小字茶丘。另有一說茶丘是其蒙古名字“察爾球”的音譯，後來成為他的名字。

## 生平
洪茶丘先後在高麗和元朝仕官。為洪福源之次子。被忽必烈封為高麗軍民總管。
1258年，洪福源因為高麗人進上讒言，被元政府處死，自此洪茶丘便對高麗有著相當強烈的憎恨與厭惡。因此，洪茶丘後來成為忽必烈的手下，在1271年鎮壓三別抄之亂有功。後來忽必烈在策劃討伐日本時，洪茶丘便趁機對高麗人要求很高的稅賦來進行報復。1274年的文永之役中，他擔任元軍的副司令官。
戰爭結束後依然對於高麗斂取高額的稅賦，也曾進讒言欲陷害金方慶未成。1281年的弘安之役中，他以東路軍司令官的身份领兵。之後在1283年忽必烈計畫第三次伐日本之時，洪茶丘也盡力的進行軍備。
洪茶丘經常以背叛祖國的名義而被韓國史學者非難，但是不可諱言地，忽必烈相當地重用他（官至中書右丞）。

## 家族
- 祖父：洪大宣[3]；或 洪大純[4]
- 父親：洪福源，高麗的神骑都领[3]。洪福源為鎮守高麗北部邊境的軍人，因為受到蒙古的攻擊而在1231年降蒙，之後協助蒙古軍隊入侵高麗。
- 洪茶丘，洪福源的次子。年幼從軍，幼从军，頗為驍勇，忽必烈嘗用他的小字稱呼。
- 洪君祥，洪福源的第五個兒子。小字双叔。

洪茶丘有四個兒子，長子洪万。
長子洪万，小字重喜。至元十三年，進宮擔任宿卫。後襲父職，擔任怀远大将军、安抚使、高丽军民总管，仍持有父親所佩之虎符。亦曾任奉训大夫、同知開元路总管府事。

## 影視形象

### 动画片
| 配音     | 年份   | 作品                     |
| 中谷一博 | 2018年 | 《Angolmois 元寇合戰記》 |

## 扩展阅读
[在维基数据编辑]
 《新元史/卷176》，出自柯劭忞《新元史》